# Orepukia poppelwelli
Orepukia poppelwelli là một loài nhện trong họ Agelenidae.
Loài này thuộc chi Orepukia. Orepukia poppelwelli được miêu tả năm 1973 bởi Raymond Robert Forster & Wilton.